# 크루거랜드

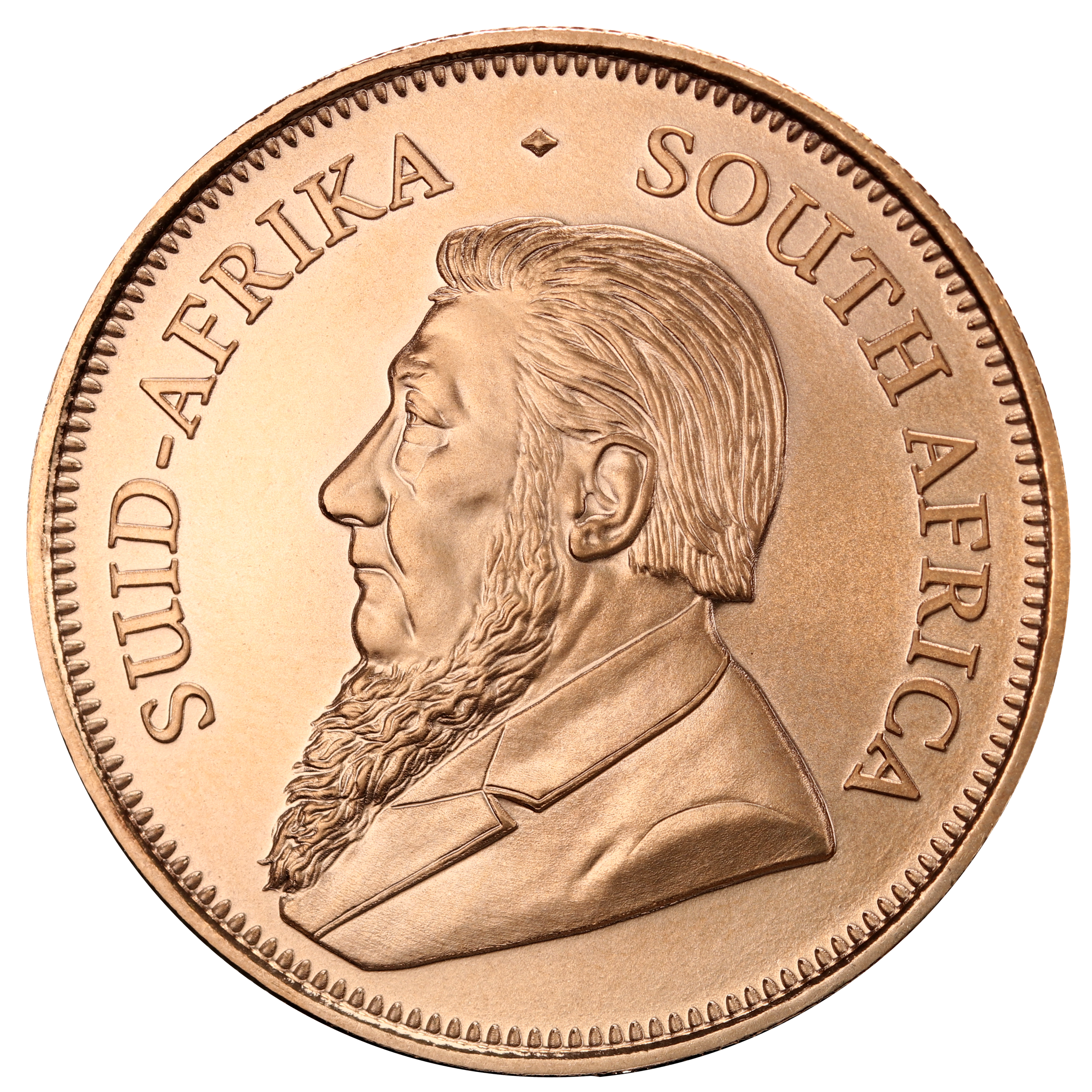

크뤼허란트, 크루거랜드 또는 크루거란드(Krugerrand, 아프리칸스어 /ˈkryχərˌrant/; 영어: /ˈkruːɡərˌrænd/ 또는 /-ˌrɑːnd/)는 남아프리카 공화국의 금 거래 시장을 돕기 위해 1967년에 첫 주조된 남아프리카 공화국의 금화이다. 1970년대부터 1980년대까지 남아프리카 공화국 정부의 아파르트헤이트 정책 때문에 많은 서방 국가들이 크루거랜드의 수입을 금지하기도 했었으나, 1980년까지 전 세계 금화 시장의 90%을 차지했었다. 크루거랜드라는 이름은 트란스발 공화국의 대통령 폴 크루거와 화폐 단위인 랜드의 합성어이다.
크루거랜드의 발행량은 지속적으로 바뀌어 왔다. 1967년부터 1969년까지는 매년 4만 개 정도가 발행됐으나, 1970년에는 20만 개로 늘었고 1974년에는 100만 개 이상이 발행됐으며, 1978년에는 총 600만 개가 발행됐다. 아파르트헤이트가 끝난 뒤 1998년에는 발행량이 23,277개로 줄었으나 이후 다시 늘고 있는 추세이다.
크루거랜드는 여전히 남아프리카 공화국에서 법정통화이나, 실제 통화로서 쓰이지는 않는다.

## 역사
크루거랜드는 1967년에 개인의 금 보유 수단으로 등장했다. 초창기에는 순금보다는 금과 구리의 합금이었다. 남아프리카 공화국이 아파르트헤이트를 실시했을 때에는 경제 제재로 인해 많은 서방 국가에서 크루거랜드의 수입을 금지시켰었으나 1994년에 아파르트헤이트가 끝난 뒤에는 경제 제재가 풀렸다.
1980년까지 크루거랜드는 전 세계 금화 시장의 90%를 차지했다. 1980년부터 남아프리카 공화국은 1/2온스, 1/4온스, 1/10온스 금화를 발행하기 시작했다.
지금까지 금 5천만 온스에 해당하는 크루거란드가 판매됐다.

## 특징
크루거랜드는 지름이 32.77mm이고 두께는 2.84mm다. 실제 무게는 1.0909트로이 온스(33.93g)인데, 순도 91.667%(22캐럿)의 금과 8.333%의 구리 합금이므로 금 1트로이 온스(31.1035g)를 포함하고 있다. 따라서 크루거랜드는 다른 금화들보다 더 주황색을 띄며 더 단단하고 내구성이 높다.
앞면에는 트란스발 공화국의 대통령이었던 폴 크루거의 옆모습이 담겨 있으며 뒷면에는 발행 연도와 남아프리카 공화국의 상징 가운데 하나인 스프링복이 있다. 또한 아프리칸스어(SUID-AFRIKA)와 영어(SOUTH AFRICA)로 남아프리카 공화국의 이름이 각각 새겨져 있다.
1980년 9월부터는 기존의 1온스 금화와 더불어 1/2온스(15.55g), 1/4온스(7.78g), 1/10온스(3.11g) 금화가 발행되고 있다.
| 크루거랜드 | 크루거랜드 | 크루거랜드 | 크루거랜드 | 크루거랜드     | 크루거랜드               | 크루거랜드 | 크루거랜드 |
| 액면       | 지름(mm)   | 두께(mm)   | 무게(g)    | 순도           | 금 함유량                | 옆면 홈    |            |
| ---------- | ---------- | ---------- | ---------- | -------------- | ------------------------ | ---------- | ---------- |
| 1온스      | 32.77      | 2.84       | 33.930     | 22캐럿 91.667% | 31.103g (1트로이 온스)   | 160        |            |
| 1/2온스    | 27.07      | 2.215      | 16.965     | 22캐럿 91.667% | 15.552g (0.5트로이 온스) | 185        |            |
| 1/4온스    | 22.06      | 1.888      | 8.482      | 22캐럿 91.667% | 7.776g (0.25트로이 온스) | 150        |            |
| 1/10온스   | 16.55      | 1.35       | 3.393      | 22캐럿 91.667% | 3.11g (0.1트로이 온스)   | 115        |            |

## 같이 보기
- 지금형 주화
- 남아프리카 공화국의 경제
- 금 투자